# Warren (Pennsylvania)
Warren város az USA Pennsylvania államában. Lakosainak száma 9404 fő (2020. április 1.).

## Népesség
A település népességének változása:

| 2010 | 9 710 |
| 2020 | 9 404 |